# Zzap!64
Zzap!64 était un magazine britannique spécialisé dans l'actualité vidéoludique du Commodore 64 et Amiga. Il donna naissance à une version italienne, intitulée simplement Zzap!, composée en grande partie d'article traduits, mais ouverte sur les autres ordinateurs 8-bits (ZX Spectrum).

## Historique
Apparu en avril 1985, Zzap!64 traite uniquement de l'actualité Commodore 64. Au fil du temps, l'Amiga gagne en popularité au Royaume-Uni, Zzap!64 commence alors à publier des critiques occasionnelles de jeux Amiga,. Le magazine change de couverture en novembre 1988 avec le numéro 43, Zzap!64 devient Zzap!64 Amiga. En juin 1991 avec le 74e numéro, le mensuel redevient un magazine exclusivement centré sur le C64. Le magazine disparaît en novembre 1992 après 90 numéros.

## Distinctions
Les jeux recevaient la distinction « Sizzler » pour une note supérieure à 90 % et la distinction « Gold Metal Award » pour une note supérieure à 96 %.